# 2024년 5월 태양폭풍
2024년 5월 태양폭풍은 25번째 태양활동주기 중 2024년 5월 10일부터 13일까지 발생한 강도 높은 태양 플레어와 지자기 교란을 수반한 강력한 태양 폭풍이다. 태양폭풍에 동반된 지자기 폭풍은 2003년 10월에 발생한 지자기 폭풍 이후 지구에 가장 강한 영향을 미쳤으며, 북반구와 남반구 모두 평소보다 훨씬 낮은 위도에서 오로라를 관측할 수 있었다 .

## 태양 플레어와 코로나 질량 방출
2024년 5월 8일, NOAA 영역 번호 3664로 지정된 태양 활동 영역에서 최대 강도 X1.0에 이르는 여러 차례의 태양 플레어가 발생했으며, 이 폭발은 지구로 향하는 코로나 질량 방출을 일으켰다. 활동영역 3664는 5월 9일에도 풀 헤일로형(지구 정면 방향)의 코로나 질량 방출을 수반하는 X2.25급 플레어와 X1.12급 플레어 등 다수의 플레어를 일으켰으며, 5월 10일에는 X3.98급 플레어를, 5월 11일 01:23(UTC)에는 최대 강도인 X5.8급 플레어와 비대칭 헤일로형 코로나 질량 방출을 일으켰다.

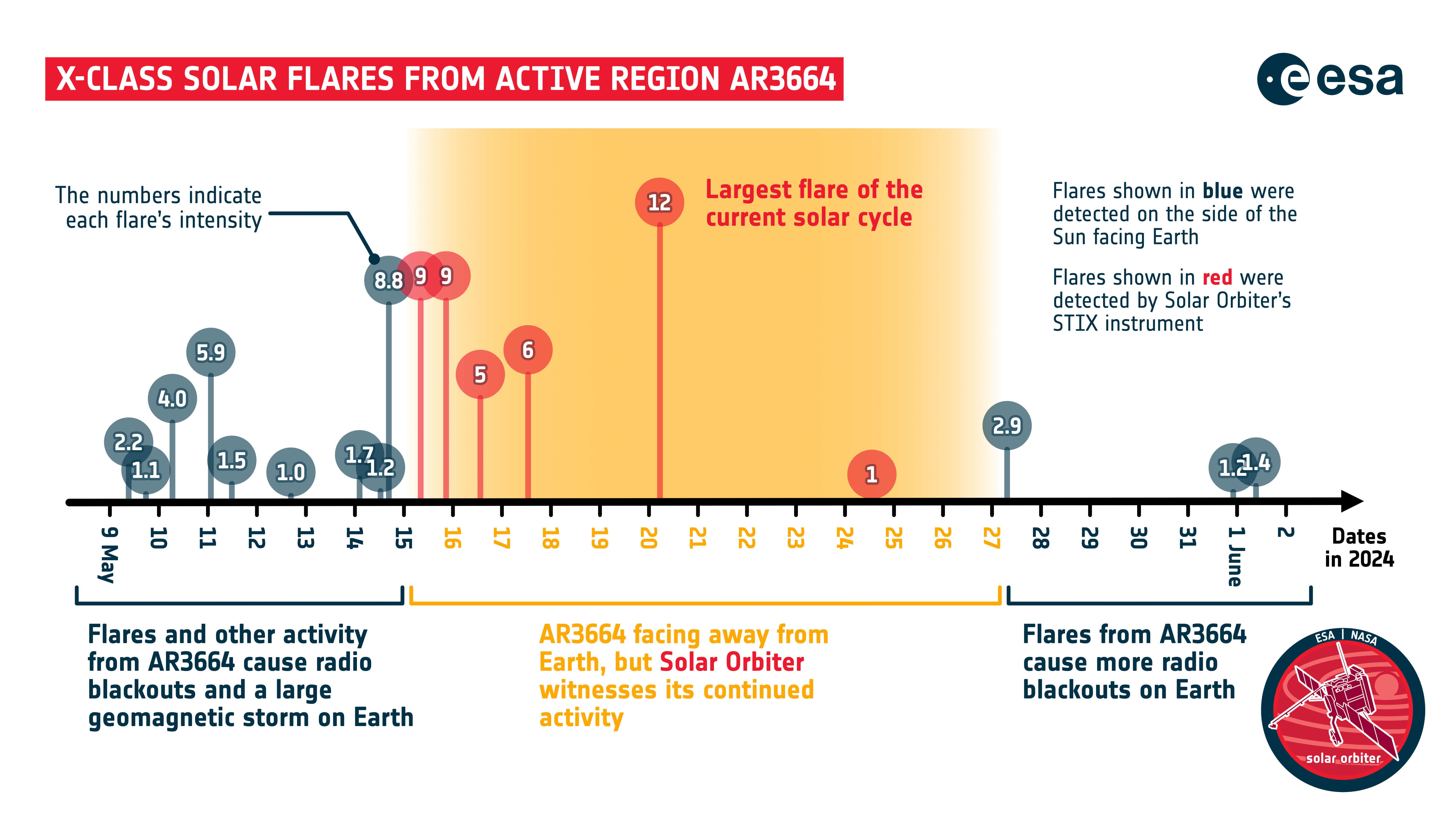
2024년 5월 9일부터 6월 2일까지 활동영역 3664에서 발생한 X급 플레어의 발생일시 및 규모

흑점군 3664의 계속되는 활동에 의해 태양으로부터 도달하는 고에너지 입자도 증가, 5월 11일 오후에는 양성자 선속이 평시의 100배에 이르러 S2등급 태양 방사선 폭풍 경보가 발령되었다.

## 지자기폭풍

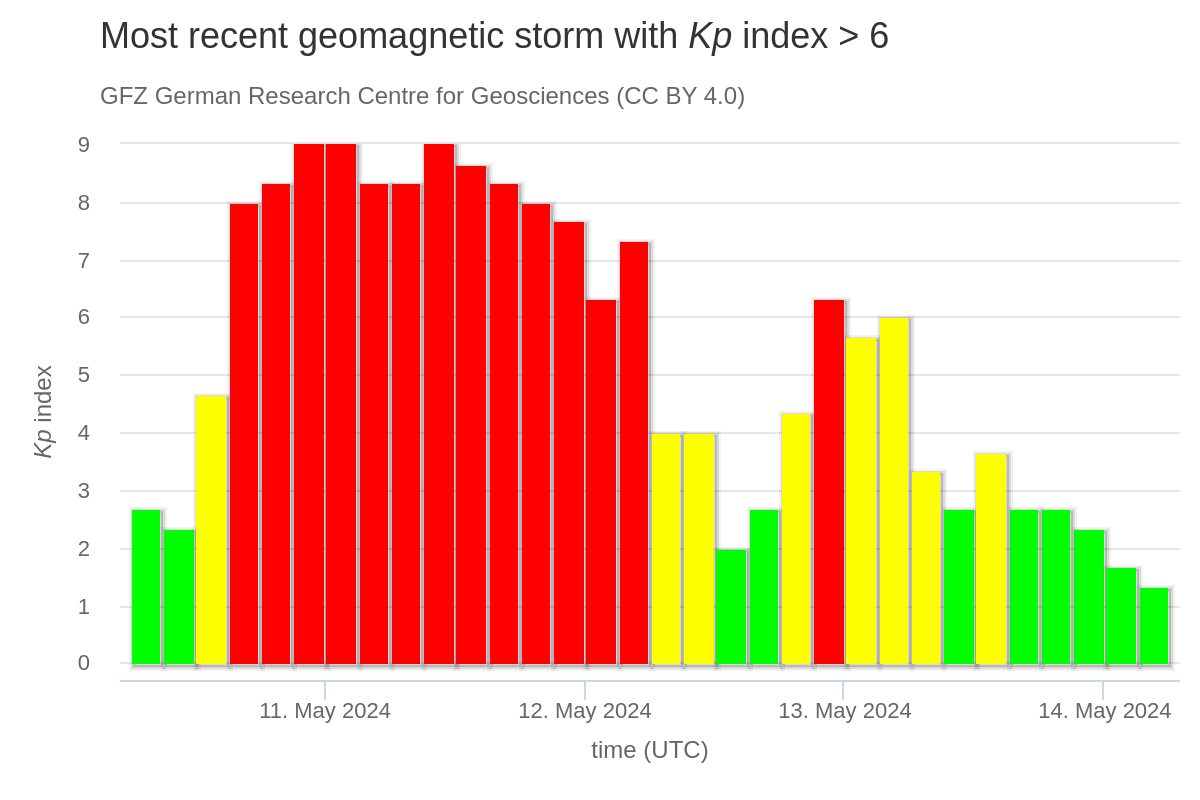
2024년 5월 10일~14일 간 행성 K지수(Kp) 추이

5월 8일에서 9일에 걸쳐 발생한 플레어로 인해 생성된 네 차례의 코로나 질량 방출이 중첩되어 2024년 5월 10일 17시경(UTC) 지구에 도달하여 강력한 지자기 폭풍이 발생했다. 지자기교란에 의해 밝고 매우 오랫동안 지속되는 오로라가 전세계에 걸쳐 발생하였으며, 인도 라다크 한레의 인도국립천문대, 중국 우루무치 시 근처, 크로아티아, 스페인 남부, 미국 플로리다주, 멕시코 등 남·북반구의 광범위한 지역에서 오로라 관측이 보고되었다.
지구에 유입된 속도 750~800km/s 내외의 고속의 코로나물질에 의해 교란된 행성 간 자기장의 최대값은 73 나노테슬라(nT)에 달하였고, 지구자기장축 성분은 S극 방향으로 -50nT까지 증가함에 따라 행성 K 지수(Kp)가 9에 도달, G5 등급 지자기 폭풍 경보가 발령되어 2003년 할로윈 태양 폭풍 이후 가장 강력한 태양 폭풍으로 분류되었다.
5월 10일 이후 추가로 지구 방향 코로나 질량 방출이 세 차례 이상 발생하였으며, 이는 5월 12일~13일에 걸쳐 지구에 도달하여 Kp 6(G2 등급 지자기 교란) 이상의 불안정한 지자기 활동을 유발하였다.

## 다른 태양폭풍과의 비교
태양으로부터 유입되는 양성자, 전자 등의 대전 입자에 의한 유도전류의 세기를 나타내는 Dst 지수가 음수 값인 경우 지자기가 교란되었음을 의미한다. 2003년 할로윈 태양폭풍의 경우  최고 Dst 지수는 -422nT였고. 1989년 3월 지자기 폭풍의 최고 Dst 지수는 -589nT였다. 1921년 5월 지자기 폭풍의 Dst 지수는 −907±132 nT이었을 것으로 추정된다 . 1859년 1859년 태양대폭풍의 Dst 지수 추정치는−800nT 에서 −1750 nT 사이이다.
2024년 5월 11일 기준 2024년 5월 태양 폭풍에 대해 측정된 Dst 지수의 극값은 −412nT이다.

## 영향
폭풍 기간 중 발생한 태양 플레어는 전리층의 형성을 억제하여 전파의 장거리 전파를 방해하기 때문에 지상파 방송과 단파, 초단파 및 극초단파 대역의 양방향 무선 통신에 부정적인 영향을 미쳤다.
지구 저궤도에 위치한 스타링크를 포함한 인공위성은 태양 폭풍으로 인해 서비스 성능이 일시적으로 저하되었으며, 스페이스X의 CEO 일론 머스크는 스타링크 위성들이  "많은 압박을 받고 있지만 지금까지 잘 버티고 있다"고 X에 올렸다.
뉴질랜드에서는 국영 전력회사인 트랜스파워가 전력망 비상사태를 선포하고 폭풍에 대비하여 일부 송전선 서비스를 중단했다.
미국에서는 통신사 AT&T 와 T-모바일이 네트워크 중단에 대응할 준비가 되어 있다고 밝혔으나, 네트워크가 영향을 받는 HF 대역과 다른 대역의 주파수를 사용하기 때문에 태양폭풍이 무선통신 서비스에 큰 영향을 미칠 가능성은 없을 것으로 예측되었다. 미국 해양대기청은 GPS와 고주파 무선 통신의 성능 저하와 일부 전력망에서의 이상현상을 보고했지만, 연방재난관리청과 미국 에너지부에서는 일반 대중에 영향을 주는 중대한 이상은 없는 것으로 확인했다.

## 갤러리
위키미디어 공용에 2024년 5월 태양폭풍 관련 미디어 자료가 있습니다.
- 미국 미주리주 오세이지비치(38°N)에서 관측된 오로라
- 미국 워싱턴주 오셀로(46°N)에서 관측된 오로라
- 웨일스 쿰브란(51°N)에서 관측된 오로라
- 미국 사우스캐롤라이나주 폴리스아일랜드(33°N)에서 관측된 오로라
- 영국 이스트서식스주(51°N)에서 관측된 오로라
- 영국 도싯주 오케포드 힐(50°N)에서 관측된 오로라
- 미국 워싱턴주 베이뷰 (48°N) 에서 관측된 오로라
- 폴란드 크라쿠프 (50°N) 에서 관측된 오로라
- 스페인 그란카나리아섬 (28°N) 에서 관측된 오로라
- 영국 버크셔주 브레이 (51°N) 에서 관측된 오로라
- 독일 슈투트가르트 (49°N)에서 관측된 오로라
- 영국 소톤클레벨리스에서 관측된 오로라 (53°N)
- 스웨덴 브라스타드 상공에서 관측된 오로라 (58°N)
- 미국 아이오와주 오나와 (42°N)에서 똑바로 올려다본 오로라
- 칠레 퀴욘 (36°S)에서 관측된 오로라
- 독일 (51°N)에서 촬영한 가시광선 상의 오로라
- 독일 (51°N)에서 촬영한 근적외선 상의 오로라